# Pal Norte
Pal Norte (anche scritto Pa'l Norte) è un festival di musica, arte e tradizioni che si svolge annualmente dal 2012 a Monterrey, nello stato di Nuevo León in Messico. È uno dei festival più popolari dell'America Latina e dà un grande riscontro in termini di affari per hotel, ristoranti, attrazioni turistiche e mezzi di trasporto della zona.
Nei palcoscenici del Pal Norte si sono esibiti importanti artisti, gruppi e DJ internazionali, oltre a nuovi talenti emergenti. Fra i gruppi che hanno suonato al festival, si ricordano: The Killers, Muse, Queens Of The Stone Age, Justice, Franz Ferdinand, Richard Ashcroft, DJ Don Diablo, Farruko, The Offspring, Placebo, M.I.A., Snoop Dog, Caifanes, Enrique Bunbury, Robin Schulz, Foster The People, Maná, Café Tacvba, Zoé, Kinky, Plastilina Mosh, Calle 13, Los Amigos Invisibles, Julieta Venegas, Los Claxons, Panda, La Ley, Tigres del Norte, Jumbo e Juanes.

## Storia
Nel 2012 Apodaca Music Group crea il festival Pal Norte con l'idea di rappresentare l'orgoglio e tradizioni del nord del paese in un evento unico e offrire un'esperienza di due giorni consecutivi di musica dal vivo con spettacolari palcoscenici e diverse attività.
A partire dall'edizione del 2013 si aggiunge Pa’l Mercado, un mercato artigianale con l'idea di dare maggiore impulso alle economie regionali.
L'edizione del 2016 ha visto ben 6 palcoscenici e l'aggiunta di un nuovo palcoscenico per la musica elettronica chiamato "Club Social".

## Festival

### Line Up 2012
Il primo festival Pa'l Nord ha avuto un totale di 18 gruppi e artisti nei suoi palcoscenici, tra cui: Calle 13, Sussie 4, Los Amigos Invisibles, Bengala, Nortec Collective, Toy Selectah, Los Concorde, Liquits, Finde, Paly, Mobil Project, Kinky, A Band of Bitches, Zoé, Los Bunkers, Carla Morrison, Malverde Blues Experience e Enjambre.

### Line Up 2013
Il secondo festival ha visto la partecipazione di: Julieta Venegas, Café Tacvba, Babasónicos, Kinky, Pxndx, Los Claxons, INNA, Fobia, Natalia Lafourcade, Porter, Ximena Sariñana, Genitallica, Hello Seahorse!, Románticos de Zacatecas, Division Minúscula, Resorte e Miami Miami.

### Line Up 2014
Il festival del 2014 ha visto la partecipazione di: Foster the People, Snoop Dogg, Allison, Kinky, Zoé, El Gran Silencio, Enrique Bunbury, Molotov, Control Machete, Enjambre, Zurdok, Band of Bitches, Chromeo DJ, Plastilina Mosh, Los Amigos Invisibles, Tigres del Norte, Reyno, La Ley, Jumbo, Juanes, AFI, De La Tierra, Daniella Spalla, Andrés Calamaro, Vetusta Morla, Juanes, Thecnicolor Fabrics, DLD, Maria Daniela y su sonido Lasser.

### Line Up 2015
Nell'anno 2015 il festival Pal Nord ha visto la partecipazione di: Garbage, Imagine Dragons, 2 Live Crew, 311, Café Tacvba, Strada 13, The Kooks, Intocable, Molotov, Flo Rida, Aterciopelados, Ximena Sariñana, Enanitos Verdes, Galatzia, Shirley Manson, Babasónicos, Belanova, Corazón Attack, Los Claxons, Disco Ruido, Clibz, Calonchos, Botellita de Jerez, Nortec Colletive: Bostich + Fussible, Los Infiernos, No te Va a Gustar, Apolo, Juan Cirerol, Godwana y Los Daniels.

### Line Up 2016
L'edizione del festival nel 2016 ha visto la partecipazione di: 50 Cent, Caifanes, Enrique Bunbury, Carla Morrison, Felix Jaehn, Mœnia, Marky Ramone, Los Pericos, Los Fabulosos Cadillacs, Jenny and The Mexicats, Hello Seahorse!, J Balvin, Leon Larregui, Los Auténticos Decadentes, Los Concorde, Natalia Lafourcade, Naughty by Nature, The Wailers, Plastilina Mosh, Porter, Robin Schulz, Rock en tu Idioma, Siddharta, Sussie 4 e Two Door Cinema Club.

### Line Up 2017
L'edizione del 2017 ha avuto la partecipazione di: The Killers, Maná, Placebo, Kaskade, M.I.A., The Offspring, Nicolas Jaar, Jason Derulo, Enanitos Verdes, Fito Paéz, Jarabe de Palo, Sigala, Los Caligaris, Mon Laferte, El Gran Silencio, Los Amigos Invisibles, Fidel Nadal, Dread Mare I, Cartel de Santa, Matt & Kim, Draco Rosa, MXPX, Mike Posner, Drake Bell, MOTEL, La Beriso, Los Daniels, Diamante Eléctrico, She's a Tease, Los Rumberos de Massachusetts, Buffalo Blanco, Cony la Tuquera, La Gusana Ciega, Carlo Sadness, REYNO, Lost Kings, Shaun Frank, Elephante, Legge Foss, Party Favor, Dr. Fresch, Toy Selectah, Sita Abellán, Daniel Maloso, Jessica Audiffred, Chordashian, Cazzel & Geru, No somos machos pero somos muchos, La Tostadora, Pato GQ, AIAS, Mejia, Wet Babes, Fleurs du Mal e Morality.
Il gruppo sorpresa che è riapparso dopo 15 anni è stato Las Ketchup che ha interpretato il suo famoso brano Aserejé.

### Line Up 2018
L'edizione del 2018 ha avuto la partecipazione di: MUSE, Queens of the Stone Age, Zoé, Bunbury, Justice, Franz Ferdinand, Richard Ashcroft, Molotov, Los Auténticos Decadentes, Fobia, Panteón Rococo, Natalia Lafourcade, MORAT, Band of Horses, Don Diablo, Cheat Codes, Farruko, DLD, Enjambre, Sebastián Yatra, División Minúscula, Gondwana, El Gran Silencio, Nothing but Thieves, Miranda!, Bersuit Vergarabat, Mike Perry, Gryffin, Autograf, Camilo VII, Monsieur Perine, Zona Ganjah, Jillionare, SNBRN, Rey Pila, Jonaz, Costera, Pate di Fua, Elsa y Elmar, Volovan, The Knocks, Lauren Lane, La Vida Boheme, Izal, Sabino, Ghetto Kids, Win & Woo, MADDS, Future Feelings, Gil Montiel, Chelsea Leyland, Ilse Hendrix, Lujavo, Fancy Folks, Ambroz, Israel Torres, Marcelo Gamboa, MAWBB, BRONCOWAVE, Nurrydog, Leon Leiden, Armi Diamonds, The Last Internationale, Los de Abajo e Comisario Pantera.

## Ubicazione
Il festival si svolge nel Parco Fundidora, ubicato alle coordinate 25°40′41″N; 100°17′00″O. È connesso con la Macroplaza attraverso il Paseo Santa Lucía e coincide con due stazioni della metropolitana, Parco Fundidora e Y Griega.